# Olaine
Olaineⓘ (deutsch Olai) ist eine Stadt in der lettischen Region Vidzeme, etwa 20 km südwestlich von Riga gelegen. Im Jahre 2022 zählte Olaine 10.290 Einwohner.

## Geschichte
1819 wurde eine erste Siedlung namens Olai an der Stelle der heutigen Stadt angelegt. Die Siedler machten das umliegenden Moor urbar. Namensgeber der Siedlung war eine an der Misa gelegene, während der schwedischen Zeit im 17. Jahrhundert (1638) errichtete und dem hl. Olav (Olai) geweihte hölzerne Kirche, die 1749 abgerissen und durch eine zwischen 1749 und 1753 erbaute steinerne Kirche ersetzt wurde.

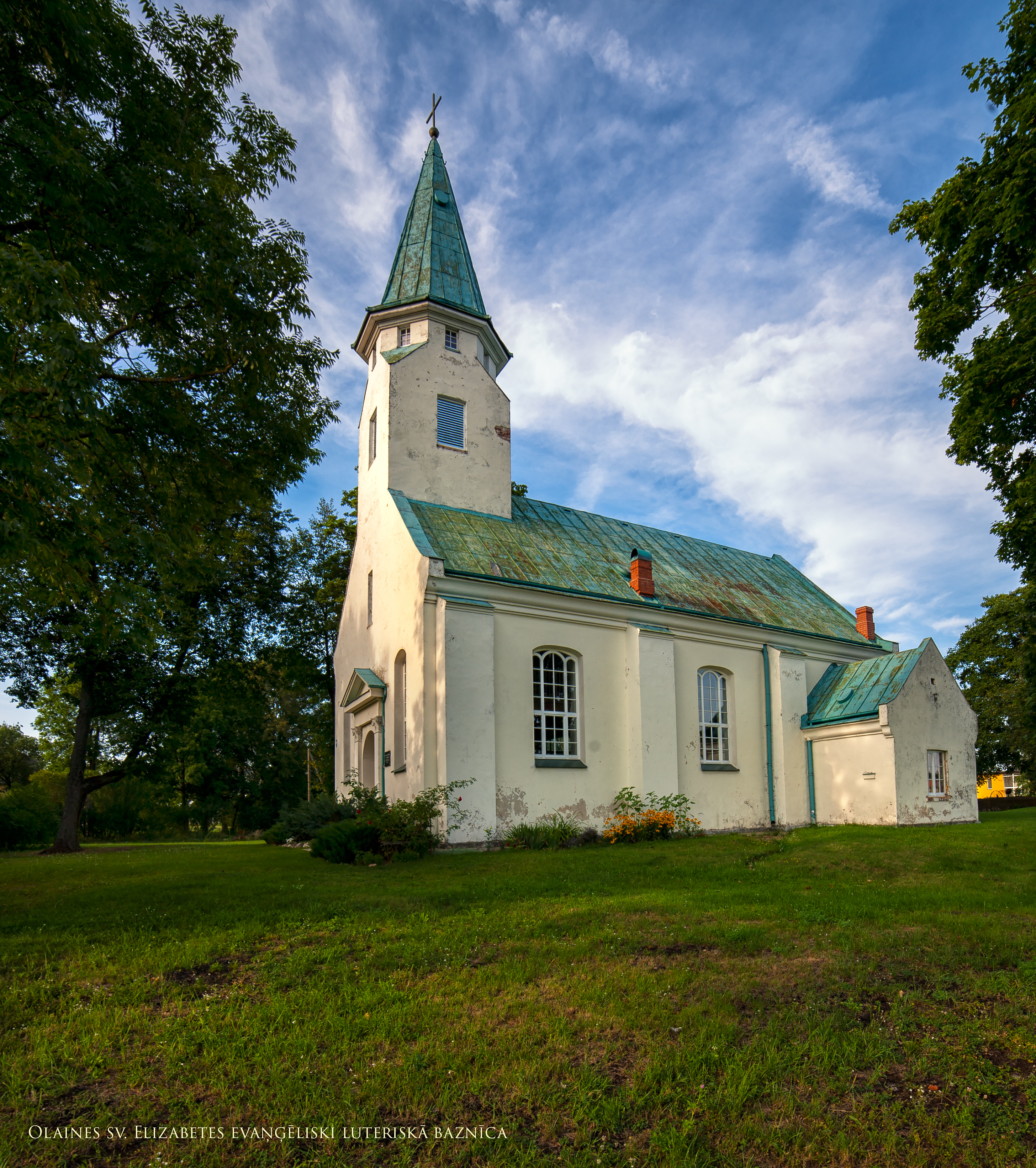
Lutherische St.-Olaf-Kirche

Einen wirtschaftlichen Aufschwung erfuhr die Siedlung, als 1868 die Bahnstrecke Riga–Jelgava fertiggestellt und der Bahnhof Olai eröffnet wurde.
Nachdem Lettland unabhängig wurde, wurde der Ortsname 1919 dem Lettischen angeglichen und in „Olaine“ geändert. Nach mehreren territorialen Veränderungen erhielt Olaine 1967 die Stadtrechte. Seit 2009 bilden Stadt und Landgemeinde eine Verwaltungsgemeinschaft (Olaines novads).
Auf der Gemarkung des Ortes befindet sich ein Soldatenfriedhof für deutsche Gefallene des Zweiten Weltkriegs.

## Wirtschaft
Während der Besetzung Lettlands durch die Sowjetunion wurde in Olaine eine Fabrik zur Produktion von Kunststoffen angesiedelt. Olaine galt als eine der „Chemiestädte“ der Sowjetunion. Heute (2022) haben hier zum Beispiel die Chemieunternehmen Crosschem und Latvijas aptieka hier ihren Sitz.

## Verkehr
Olaine ist über die Fernstraße Autoceļš A8 erreichbar. Der Bahnhof Olaine liegt an der Bahnstrecke Riga–Jelgava.

## Städtepartnerschaften
Es bestehen Städtepartnerschaften mit Ödeshög, Vadstena, Karlskoga (Schweden), Riihimäki (Finnland), Nowa Sarzyna (Polen), Narwa (Estland) und Anykščiai (Litauen).

## Söhne und Töchter der Stadt
- Normunds Miezis (* 1971), lettischer Schach-Großmeister